# 迪天奴
荷西·威靈頓·賓圖·杜斯山度士（José Wellington Bento dos Santos，簡稱Detinho，1973年9月11日—），生於巴西塞爾希培州，巴西裔香港足球運動員，司職前鋒，於香港住滿7年後在2014年2月27日獲發出香港永久性居民身份證其後更取得香港特區護照，現時效力香港甲組聯賽球隊永義。

## 球員生涯
迪天奴生於巴西塞爾希培州，於2006年從葡萄牙乙組聯賽球隊伊莫圖以中堅的身份加盟香港甲組足球聯賽球隊南華，其後轉型為中鋒。迪天奴經常憑藉其身高和體型壓倒對方後衛取得入球，於加盟南華首季就取得21個入球，列為聯賽射手榜次席，隨即成為南華球迷的寵兒。2007–08球季，迪天奴以 19 個入球壓過康宏晨曦的基奧雲尼，成為該屆神射手；於該季所有賽事，廸天奴共射入 27 球，於聯賽及全部賽事均為入球最多球員。2008–09球季，迪天奴由於受到傷患困擾，加上新兵卡卡表現出色，他於上半季上陣機會減少，而且大多成為後備。這種情況在下半季中得到改善，不時復任正選，表現理想，共射入18球，與康宏晨曦的基奧雲尼，並列該屆神射手；於該季所有賽事，廸天奴共射入21球。在足總盃初賽，南華 7–0 大勝香雪上清飲的賽事中，迪天奴大演帽子戲法。2008年5月22日，在香港大球場上演的時富10週年足球日，南華爆冷以 2–1 擊敗來自意甲的祖雲達斯，23分鐘，伊達接應二傳入揳禁區起右腳抽射遠柱入網為南華先開記錄 1–0，再憑迪天奴在禁區頂起右腳施射遠柱貼柱而入建功，奪得時富10週年紀念盃。
2008–09球季結束後，迪天奴轉投公民，2009–10季度，迪天奴於有限度上陣時間下共射入9球。2010–11球季及2011–12年球季，由於迪天奴年紀漸長逐漸改為以後備身份上陣，分別共射入5球及3球。於2012–13球季季度，迪天奴未有一次以正選身份上陣，惟仍然共射入9球。2013－14年球季完結後，公民決定不參與來季新成立的香港超級聯賽，轉戰業餘性質的甲組聯賽，但迪天奴於2014–15球季季初繼續留效公民，並同時處理港超聯球隊「落班」事宜，以保持比賽狀態。2014年9月29日，南華宣佈迪天奴重返球隊。2015年5月9日，南華以3–0擊敗東方的比賽中，迪天奴在45分鐘射入個人在本地頂級組別比賽的第100球。2015年，迪天奴未獲南華留用，有傳這名高大前鋒來季或會轉投乙組冠軍、前愉園班主官永義麾下的永義。

## 個人生活
迪天奴入球後經常除下球靴裝作致電及將預先在襪內藏著的巴西國旗拿出來揮動以慶祝成為他的標誌。退役后在香港利物浦青训当教练，一对一训练。

## 榮譽
公民
- 賀歲盃冠軍（2014）
- 香港高級組銀牌冠軍（2010–11季度）

南華
- 香港甲組足球聯賽冠軍（2007–08、2008–09季度）
- 香港聯賽盃冠軍（2007–08季度）
- 香港足總盃冠軍（2007–08季度）
- 香港社區盃冠軍（2014）

個人
- 香港足球明星選舉最佳十一人（2006–07、2007–08季度）
- 香港甲組足球聯賽神射手（2007–08、2008–09季度）

## 外部連結
- 香港足球總會網頁球員註冊資料 （页面存档备份，存于）
- 摩西斯同廸天奴既回歸 （页面存档备份，存于）